# 208 (číslo)
Dvě stě osm je přirozené číslo, které následuje po čísle dvě stě sedm a předchází číslu dvě stě devět. Římskými číslicemi se zapisuje CCVIII a řeckými číslicemi ση.

## Matematika
208 je:
- Abundantní číslo
- Šťastné číslo
- Nepříznivé číslo

## Chemie
- 208 je nukleonové číslo nejběžnějšího izotopu olova,[1] což je zároveň nejtěžší stabilní nuklid.

## Astronomie
- (208) Lacrimosa je planetka hlavního pásu, kterou objevil v roce 1879 Johann Palisa.

## Doprava
- Silnice II/208 je česká silnice II. třídy vedoucí na trase II/210 – Bečov nad Teplou – Javorná – Bochov.[2]

## Roky
- 208
- 208 př. n. l.